# 천치전
천치전(중국어: 陳綺貞, 병음: Chén Qǐzhēn, 한자음: 진기정, 영어: Cheer Chen 치어 천[*], 1975년 6월 6일 ~ )은 타이완 출신의 록 가수이다.

## 생애
1998년 타이완 록음악의 산실 마암창편(魔岩唱片)과 계약을 맺고 1집 앨범인 '양아상일상(讓我想一想)'를 발표하며 데뷔를 하였다. 이 후, 발표한 '환시회적막(還是會寂寞)'이 상업적인 인기를 얻으며 대중에게 널리 알려졌다.
천치전은 초창기 가볍고 명랑한 포크 스타일의 음악을 하였고, 이후에는 조금은 무거운 락음악을 하였다. 미들 템포, 약간은 사이키텔릭한 요소가 포함되었다. 보이스는 매우 '경'한 음색으로 특유의 쇳소리가 나는 특징이 있다. 천치전은 자신의 음악 외에도 타 아티스트의 앨범에 작곡가 혹은 작사가로 참여를 많이 하였다.

## 앨범
- Let Me Think 讓我想一想 (1998년 8월 1일)
- Still be Lonely 還是會寂寞 (2000년 4월)
- Groupies 吉他手 (2002년 8월 2일)
- Peripeteia 華麗的冒險 (2005년 10월)
- Cheer Chen's POSES Live DVD + 2 CD 花的姿態演唱會經典實錄 (2007년 5월)
- Cheer Looks DVD
- Immortal 太陽 (2009년 1월 23일)